# Gromadno (województwo wielkopolskie)
Gromadno – wieś (dawniej miasto) w Polsce położona w województwie wielkopolskim, w powiecie pilskim, w gminie Wyrzysk nad jeziorem Falmierowskim. 

## Historia
Gromadno uzyskało lokację miejską przed 1425 rokiem, zdegradowane po 1533 roku.
W latach 1975–1998 miejscowość administracyjnie należała do województwa pilskiego.

## Obiekty
W Gromadnie znajduje się kościół rzymskokatolicki pw. św. Jakuba Większego w stylu neogotyckim z XVIII wieku. Na cmentarzu stoi pomnik zmarłych strażaków parafii Gromadno (2009) oraz grobowiec księdza Edmunda Pobóg-Byczyńskiego - lokalnego proboszcza (ur. 16 stycznia 1832, zm. 7 sierpnia 1927).
Miejscowość jest siedzibą rzymskokatolickiej parafii św. Jakuba Większego.